# Melko Čingrija
Melko Čingrija (Dubrovnik, 1. travnja 1873. – Dubrovnik, 8. prosinca 1949.), hrvatski političar, sin poznatog političara i dugogodišnjega dubrovačkog gradonačelnika Pera Čingrije.
Još kao gimnazijalac oduševio se hrvatskom nacionalnom i političkom zamisli. Sve do izbijanja Prvog svjetskog rata bio je u prvim redovima borbe za hrvatska narodna i politička prava, kasnije kroz politiku novoga kursa. Pripadao je Narodnoj hrvatskoj stranci, a nakon njenog sjedinjenja s pravašima (1905.) nastavio je djelovati kao član novoosnovane Hrvatske stranke. U svemu je slijedio oca Pera. Bio je zastupnik u Dalmatinskom saboru od 1901. i u Carevinskom vijeću od 1911. godine. U razdoblju od 1911. do 1914. bio je zadnji dubrovački gradonačelnik pod Austrijom. Početkom Prvog svjetskog rata internirale su ga austrijske vlasti. Potpisnik je Svibanjske deklaracije Jugoslavenskog kluba u Carevinskom vijeću (30. svibnja 1917.) i Ženevske deklaracije (9. studenoga 1918.) o stvaranju zajedničke jugoslavenske vlade, čijim članom je i on bio. U 1920-im naglo zaokreće prema velikosrpskoj politici kakvu je provodio kralj Aleksandar Karađorđević i predsjednik vlade Kraljevine SHS srpski radikal Nikola Pašić. Godine 1926. i formalno je postao članom Pašićeve Srpske narodne radikalne stranke. Odano je služio unitarističkom starojugoslavenskom režimu zbog čega je bio nagrađivan različitim dužnostima. Osim ostaloga bio je podguverner Narodne banke Jugoslavije, a na novčanice se potpisivao ćirilicom.[nedostaje izvor] Godine 1939. objavio je knjigu Dubrovnik i hrvatsko pitanje u kojoj se zauzima za velikosrpska gledišta u teritorijalnoj raspodjeli, tvrdeći da prilikom osnivanja Banovine Hrvatske Dubrovnik nije trebao ući u njen sastav.[nedostaje izvor]